# Meshuggah
Meshuggah je švedski ekstremni metal sastav iz Umee, osnovan 1987. godine. Meshuggina postava sastoji se od osnivača grupe, pjevača Jensa Kidmana i gitarista Fredrika Thordendala, bubnjara Tomasa Haakea, koji joj se pridružio 1989. godine, gitarista Mårtena Hagströma, koji joj se priključio 1992., te basista Dicka Lövgrena, koji je postao njen član 2004. godine.
Sastav je po prvi put zadobio internacionalnu pozornost nakon objave albuma Destroy Erase Improve 1995. godine; razlog tome bio je njegov brz tempo pjesama te spajanje žanrova death metala, thrash metala i progresivnog metala s elementima jazz fuzije. Od albuma Nothing iz 2002. godine, Meshuggah se više ne koristi gitarama od sedam žica, već duboko ugođenim gitarama od osam žica. Meshuggah je postao poznat zbog svojeg inovativnog glazbenog stila, složenih, polimetričnih struktura pjesama te poliritmova. Rolling Stone proglasio je Meshuggah jednim od deset najbitnijih hard rock i heavy metal sastava te ga je Alternative Press proglasio najbitnijom metal skupinom uopće. Meshuggah nije postigao značajan uspjeh u glavnoj struji, ali je bila značajna skupina u ekstremnoj podzemnoj glazbi te je izvršila veliki utjecaj na moderne metal sastave. Krajem 2000-ih sastav je inspirirao nastanak djenta, podžanra progresivnog metala.
Od svojeg je osnutka Meshuggah objavio devet studijskih albuma, šest EP-a i osam glazbenih spotova. Grupa je nastupila na raznim internacionalnim festivalima, uključujući Ozzfest i Download, te je otišla i na svjetsku turneju obZen koja je trajala od 2008. do 2010. Nothing i naknadni albumi našli su se na ljestvici Billboard 200 te je The Violent Sleep of Reason debitirao na 17. mjestu navedene ljestvice u SAD-u. Skupina je 2006. i 2009. bila nominirana za švedsku nagradu Grammis, a 2018. je njezina pjesma "Clockworks" nominirana za nagradu Grammy u kategoriji "Najbolje metal-izvedbe".

## Povijest

### Osnivanje iContradictions Collapse(1987. – 1994.)
Gitarist Fredrik Thordendal 1985. godine je osnovao sastav u Umei, sveučilišnom gradu u sjevernoj Švedskoj koji čini populacija od 105.000 ljudi. Grupa, izvornog naziva Metallien, snimila je jedan demouradak, nakon čega se raspala. Thordendal je, međutim, nastavio svirati pod drugim imenom i s novim članovima sastava.
Meshuggah je 1987. godine osnovao pjevač i gitarist Jens Kidman, koji je preuzeo ime "Meshuggah" iz jidiške riječi za "ludo", koja je pak preuzeta iz hebrejske riječi מְשֻׁגָּע. Sastav je snimio nekolicinu demouradaka prije Kidmanova odlaska, što je primoralo ostale članove da raspuste grupu. Kidman je tada osnovao novu grupu, Calipash, zajedno s gitaristom Thordendalom, basistom Peterom Nordinom i bubnjarom Niklasom Lundgrenom. Kidman, koji je svirao i gitaru, zajedno se s Thordendalom odlučio vratiti imenu Meshuggah te su tako prekrstili ime nove grupe.
Dana 3. veljače 1989. Meshuggah je objavio istoimeni EP od tri pjesme, Meshuggah, koji je uglavnom poznat pod imenom Psykisk Testbild (ime koje bi se moglo prevesti kao "Psihološka test-slika"). Ovaj je dvanaestoinčni vinilni EP bio objavljen u samo 1.000 primjeraka te ga je prodavala lokalna prodavaonica albuma pod imenom Garageland. Stražnji omot EP-a prikazuje članove sastava s grickalicama od sira na svojim licima.
Nakon što je Niklasa Lundgrena 1990. godine na mjestu bubnjara zamijenio Tomas Haake, Meshuggah je potpisao ugovor s njemačkom heavy metal diskografskom kućom Nuclear Blast i snimio svoj debitantski studijski album, Contradictions Collapse. Album, izvornog naziva (All This Because Of) Greed, bio je objavljen 1991. godine. Album je zadobio pozitivne kritike, ali komercijalno nije bio uspješan. Ubrzo nakon toga Kidman se odlučio usredotočiti na pjevanje te se grupi pridružio ritam gitarist Mårten Hagström, koji je već svirao u jednoj skupini zajedno s Haakeom kad su obojica bili u šestome razredu. Ova je nova postava 1994. godine snimila EP None u studiju Tonteknik Recordings u Umei te je bio objavljen krajem iste godine. Japanska inačica EP-a također je bila objavljena te je sadržavala tekstove pjesama napisane japanskim pismom.
Tijekom ovog si je perioda Thordendal, koji je radio kao stolar, odrezao vršak svog lijevog srednjeg prsta, dok je Haake ozlijedio svoju ruku u nezgodi s usmjerivačem. Zbog toga sastav nije bio u stanju nastupati nekoliko mjeseci. Thordendalov je vršak prsta kasnije bio prišiven te se uspješno oporavio. EP Selfcaged bio je sniman od travnja do svibnja 1994. godine, ali je njegova objava bila odgođena na 1995. godinu zbog nesreća.

### Destroy Erase Improve(1995. – 1997.)
U siječnju 1995. godine Meshuggah je otišao na kratku europsku turneju koju je organizirao njegov izdavač Nuclear Blast. Nakon nje se vratio u studio kako bi snimio album Destroy Erase Improve u studiju Soundfront Studios u Uppsali, gdje ga je producirao Daniel Bergstrand. Ubrzo nakon toga sastav je otišao na dvomjesečnu europsku turneju, ovaj put kao predgrupa sastavu Machine Head. Tijekom turneje Nordin je postao bolestan te je doživljavao poteškoće s ravnotežom u svojem unutarnjem uhu. Zbog rezultirajućih kroničnih vrtoglavica i vertiga, Nordin je bio prisiljen napustiti turneju i vratiti se u Švedsku. Basist Machine Heada, Adam Duce, ponudio se zamijeniti ga; međutim, Meshuggah je odlučio nastaviti dalje kao četveročlana skupina. Ponekad bi Thordendal svirao bas-gitaru, a ponekad bi skupina svirala s dvije gitare. U ovoj je postavi Hagström koristio mjenjač visine zvuka kako bi svirao svoju gitaru za oktavu niže nego uobičajeno.
Destroy Erase Improve bio je objavljen u svibnju 1995. godine te je zadobio pozitivne kritike zbog svojih "opojnih tempa i apstraktnog pristupa". Kidman je opisao njegovu naslovnicu: "Naziv pristaje slikama koje smo izrezali i ukrali iz priručnika u knjižnici."
Sredinom 1995. Meshuggah je otišao na kratku turneju sa švedskim sastavom Clawfinger širom Skandinavije i Njemačke. Nordin je morao napustiti grupu zbog svoje bolesti te ga je na turneji zamijenio basist Gustaf Hielm. Krajem 1995. Meshuggah je otišao na jednomjesečnu turneju sa skupinom Hypocrisy.
Tijekom 1996. i 1997. Thordendal je radio na svojem samostalnom albumu Sol Niger Within, koji je bio objavljen u ožujku 1997. u Skandinaviji te u travnju iste godine u Japanu. Također se pojavio i na debitantskom albumu grupe Mats/Morgan Band. Godine 1997. Meshuggah je snimio neobjavljeni demouradak, povremeno odlazio na turneju te nastupio na par koncerata u svojem rodnom gradu. U svibnju se Meshuggah preselio u Stockholm kako bi bio bliži svojem menadžmentu i glazbenoj industriji općenito.
EP The True Human Design bio je snimljen i objavljen krajem 1997. Sastojao se od jedne nove pjesme pod imenom "Sane", jedne koncertne pjesme te dvije alternativne inačice skladbe "Future Breed Machine", uvodne pjesme na albumu Destroy Erase Improve'. Thordendalov je samostalni album Sol Niger Within bio istovremeno objavljen u SAD-u te je Meshuggah počeo planirati svoj sljedeći album koncem godine.

### ChaosphereiNothing(1998. – 2002.)
Hielm se službeno pridružio sastavu u siječnju 1998. godine, nakon što je više od dvije godine radio kao sesijski član. Nuclear Blast ponovno je objavio Contradictions Collapse, ovaj put zajedno s pjesmama s EP-a None. U svibnju 1998. sastav je objavio kako će ime sljedećeg albuma biti Chaosphere te da je započelo njegovo snimanje. Nakon snimanja albuma Meshuggah je otišao na kratkotrajnu turneju po SAD-u te je album bio objavljen u studenom 1998. godine. Ubrzo nakon njegove objave, Meshuggah je otišao na skandinavsku turneju zajedno s Entombedom.
Početkom 1999. Meshuggah se pridružio Slayeru na njegovoj turneji po SAD-u. Nakon objave novog albuma i koncertnih nastupa, Meshuggah su počeli primijećivati časopisi glavne struje koji su obuhvaćali područja glazbe, gitara, bubnjeva i metala. Sredinom godine Meshuggah je održao nekoliko koncerata u Švedskoj. Skupina je počela skladati novi materijal, ali je sredinom 2000. izjavila kako "skladanje nije tako dramatično, ali dovršit ćemo ga polako". Dok su obožavatelji čekali na novi album, kolekcija demouradaka (s EP-a Psykisk Testbild), remiksane i neobjavljene pjesme nastale u vrijeme snimanja Chaospherea bili su objavljeni kao album Rare Trax. Hielm je napustio sastav u srpnju 2001. godine iz nepoznatih razloga. Meshuggah se pridružio Toolu na dugotrajnoj turneji, svirajući pred ukupno više od 100.000 ljudi.
U ožujku 2002. Meshuggah je snimio demouratke od po tri pjesme s programiranim bubnjevima u svojem kućnom studiju; bubnjevi su bili bazirani na Haakeovom uzorku Drumkit from Hell. Nadolazeći je album bio sniman pet do šest tjedana, dovršen u svibnju te ga je producirao sam sastav u studiju Dug-Out Studios u Uppsali i u svom kućnom studiju u Stockholmu. Grupa je u zadnji čas donijela odluku da će se pridružiti Ozzfest turneji za 2002. godinu te ju je to prisililo da miksa album u dva i masterira ga u jednom danu. Nakon što je dovršio proces snimanja, Meshuggah je otišao na još jednu američku turneju.
Album Nothing bio je objavljen u kolovozu 2002., u svojem je prvom tjednu objave bio prodan u 6.525 primjeraka u SAD-u te je na ljestvici Billboard 200 dosegao 165. mjesto. S ovim je albumom Meshuggah postala prva grupa u povijesti izdavačke kuće Nuclear Blast Records koja se našla na ljestvici Billboard 200 te je također postala prva grupa koja je potpisala ugovor s Nuclear Blastom čiji je glazbeni rad bio recenziran u časopisu Rolling Stone. Prethodna dva albuma grupe, Chaosphere i Destroy Erase Improve, do 2002. godine su poimence bila prodana u 38.773 i 30.712 primjeraka. Knjižica CD-a albuma Nothing ne sadrži nikakav tekst, tekstove pjesama ili posvete, već samo jednu riječ: "Ingenting", što na švedskom jeziku znači "ništa". Sve navedene informacije dostupne su na CD-ROM-u. Koncem 2002. sastav je otišao na još jednu američku turneju s Toolom te kasnije i na vlastitu turneju.

### IiCatch Thirtythree(2003. – 2006.)
Godine 2003. Hagström je ukazao na glazbeni smjer idućeg albuma skupine izjavljujući: "Smatram kako postoji samo jedna bitna stvar. Nikad nismo mjerili svoj uspjeh po prodaji [albuma] jer smo vrlo ekstremna grupa. Bitnije je da nas ljudi razumiju. Više mi znači obožavatelj koji mi govori da smo mu u potpunosti promijenili pogled na metal glazbu nego da [album] kupi dvjestotinjak djece. Mislim, bilo bi to lijepo zbog novca, ali to nije razlog zašto se ovime bavimo. Stoga bi mi se jako svidio naš daljnji napredak. Čuvati srž onoga što je Meshuggah uvijek bio, ali takoreći istražujući granice. Destroy Erase Improve poslužio je za istraživanje dinamike grupe, Chaosphere je istraživao agresivnost, sveopću stranu, a Nothing je više zlokoban, mračan, zapravo vrlo spor album. Iskreno, sad ne znam kamo idemo. Mogao bi biti miks svega navedenog."
Basist Dick Lövgren pridružio se skupini u veljači 2004. Meshuggah je tada snimio i objavio EP I, koji je sadržavao jednu, dvadesetijednominutnu pjesmu. EP je objavio Fractured Transmitter Records. Meshuggah je na snimanje EP-a utrošio oko šest mjeseci. Catch Thirtythree, jedini Meshuggin album na kojem su se koristili programirani bubnjevi, bio je objavljen u svibnju 2005. godine. U prvom tjednu objave bilo je prodano sedam tisuća primjeraka Catch Thirtythreeja te se našao na 170. mjestu ljestvice Billboard 200 u lipnju 2005. Glazbeni spot za pjesmu "Shed" bio je objavljen u lipnju te je, prema Nielsen SoundScanu, prethodni album Nothing u SAD-u do tada bio prodan u oko 80.000 primjeraka. Za Catch Thirtythree sastav je bio nominiran za švedsku nagradu Grammy.
U prosincu 2005., 10 godina nakon što je potpisao svoj prvi ugovor s izdavačkom kućom Warner/Chappell Music Scandinavia, Meshuggah je produžio svoju suradnju s tvrtkom. U studenom 2005. Haake je u intervjuu izjavio kako sastav nije bio zadovoljan s produkcijom albuma Chaosphere i Nothing jer zbog turnejskih obaveza nije imao dovoljno vremena posvetiti im se u potpunosti.
Remiksanu i remasteriranu inačicu albuma Nothing s ponovno snimljenim gitarskim dionicama u posebnoj inačici koja je sadržavala trodimenzionalnu hologramsku karticu objavio je Nuclear Blast Records 31. listopada 2006. Ova je inačica također sadržavala bonus DVD koji je pratio nastup skupine na festivalu Download 2005 te je sadržavao službene glazbene spotove pjesama "Rational Gaze", "Shed" i "New Millennium Cyanide Christ".

### obZeniKoloss(2007. – 2013.)
Meshuggah se vratio u studio kako bi snimio obZen, koji je bio objavljen u ožujku 2008. godine. Sastav je na albumu radio gotovo godinu dana, što je bilo njegovo najdulje razdoblje snimanja do danas. Veći dio godine bio je utrošen na učenje sviranja pjesama koje je skladao; samo je snimanje trajalo šest mjeseci. obZen je dosegao 59. mjesto na ljestvici Billboard 200 te je u prvom tjednu objave u SAD-u bio prodan u 11.400, a nakon šest mjeseci u 50.000 primjeraka. S obZenom je Meshuggah dobio veću pozornost medija te je stekao nove obožavatelje. Objavu albuma slijedila je svjetska turneja koja je započela u SAD-u te se nastavila u Europi, Aziji i Australiji.
Meshuggah je u svibnju 2008. godine objavio glazbeni spot za pjesmu "Bleed"; spot je producirao Ian McFarland te su ga osmislili, režirali i uredili Mike Pecci i Ian McFarland. Killswitch Productions je izjavio: "Ekstremno je kul raditi s grupom koja dopušta da glazba i slikovitost govore sami za sebe i koja ne inzistira na tome da ona [grupa] sama bude glavna atrakcija u videu."
obZen je u siječnju 2009. godine bio nominiran za švedsku nagradu Grammis u kategoriji "Najbolji hard rock". Haake je u veljači iste godine najavio kako sastav planira snimiti koncertni DVD i novi studijski album. U travnju je Meshuggah morao otkazati skandinavske nastupe zbog Haakeove ekstruzije diska u donjem dijelu leđa, koja je stvarala probleme s njegovim desnim stopalom prilikom sviranja. Haake je kasnije otišao na operaciju te se oporavio za sviranje na europskim ljetnim festivalima.
Koncertni DVD pod imenom Alive bio je objavljen 5. veljače 2010. u Europi te 9. veljače u Sjevernoj Americi. Thordendal je počeo raditi na svojem drugom studijskom albumu u lipnju 2010. zajedno s belgijskim bubnjarom Dirkom Verbeurenom.
Sedmi studijski album, Koloss, bio je objavljen 23. ožujka 2012. u Njemačkoj, 26. ožujka u ostatku Europe te 27. ožujka u Sjevernoj Americi. Koloss se našao na 17. mjestu ljestvice Billboard 200 te je u prvom tjednu objave bio prodan u 18.342 primjeraka. U Švedskoj se našao na 12. mjestu.

### Pitch BlackiThe Violent Sleep of Reason(2013. – danas)
Meshuggah je 5. veljače 2013. godine objavio besplatni EP od dvije pjesme pod imenom Pitch Black. EP je objavio Scion A/V. EP sadrži prethodno neobjavljenu skladbu, "Pitch Black", koju je 2003. godine snimio Fredrik Thordendal u studiju Fear and Loathing u Stockholmu. Druga skladba zapravo je koncertna inačica skladbe "Dancers to a Discordant System" s albuma obZen. Skladba je bila snimljena na festivalu Distortion Fest u Eindhovenu, Nizozemskoj, 9. prosinca 2012. godine.
Skupina je 12. svibnja 2016. godine objavila kratki videozapis na svojem YouTube kanalu te je potvrdila kako će njen sljedeći studijski album biti objavljen krajem iste godine. Ime nadolazećeg albuma je 28. srpnja 2016. bilo objavljeno kao The Violent Sleep of Reason te je njegova objava bila predviđena za 7. listopada. The Violent Sleep of Reason ušao je u uži izbor IMPALA-e za nagradu Albuma godine 2016.
Dana 2. lipnja 2017. Meshuggah je objavio kako Thordendal neko vrijeme neće biti na turneji s grupom te da će ga privremeno zamijeniti Per Nilsson iz grupe Scar Symmetry. Godine 2018. pjesma "Clockworks" s albuma The Violent Sleep of Reason nominirana je za nagradu Grammy u kategoriji "Najbolje metal-izvedbe".

### Immutable(2019. – danas)
U intervjuu održanom u studenome 2019. Hagström je implicirao da skupina radi na novom albumu. Snimanje je počelo u ožujku 2021. Istog je mjeseca sastav izjavio da mu se Fredrik Thordendal ponovno priključio i da će s njim snimati album. Dana 28. siječnja 2022. grupa je objavila novu pjesmu pod imenom "The Abysmal Eye". Meshuggin je deveti studijski album Immutable 1. travnja 2022. objavila diskografska kuća Atomic Fire.

## Glazbeni stil

### Žanr i karakteristike
Meshuggine su stilističke varijacije i promjene te eksperimentiranje tijekom njene karijere pokrile nekolicinu glazbenih podžanrova. Podžanrovi heavy metala poput avangardni ili eksperimentalnog metala skupni su pojmovi koji opisuju općenitu karijeru sastava.[a] Meshuggah miješa ekstremni metal s thrash i death metalom (ili tehničkim death metalom), korijenskim žanrovima svoje glazbe, koja je ponegdje opisivana i kao groove metal.[b] Sastav se također opisuje kao math metal (zbog korištenja elemenata math rocka) i progresivni metal.[c] Meshuggah se usto koristi elementima eksperimentalnog jazza. U svojoj je recenziji albuma Nothing Allmusic opisao Meshuggu "genijima metala svemirskog infinitezimalnog računa—zovite ga Einstein metal ako želite". Meshuggin je raniji glazbeni rad smatran i alternativnim metalom. Prema nekim kritičarima, Meshuggah stvara prepoznatljiv zvučni otisak i jedinstven stil.
Među karakteristikama koje određuju Meshuggin zvuk i način skladanja nalaze se poliritmovi, ciklusi polimetriranih rifova, ritmičko sinkopiranje, nagle promjene u tonalitetu i tempu te neo-džezistička kromatika.[d] Hagström je komentirao: "Zapravo nije bitno je li nešto teško za svirati ili ne. Stvar je u tome što [glazba] čini vašem umu kad ju slušate. Gdje vas ona odvede?" Prepoznatljivu Thordendalovu glazbenu osobinu čini džezistička izvedba solo dionica te improvizacija. Također se koristi i "wind sintesajzerom". Haake se služi preciznim cross-ritmičkim stilom bubnjanja s "džezističkom kadencom".[e] Vokalni stil Jensa Kidmana varira između hardcore uzvika i "robotskih" death metal vokala.
U polimetrima koje Meshuggah tipično koristi gitare sviraju u složenim taktovima kao što su 5/16 ili 17/16, dok bubnjevi sviraju u četveročetvrtinskoj mjeri. Jedan određeni primjer Haakeove upotrebe polimetra uključuje 4/4 nasuprot 23/16 bimetru, tijekom čega svira hi-hatove i činele u četveročetverodobnoj mjeri, ali svira mali bubanj i veliki bubanj s dva čekića u 23/16 mjeri. Na pjesmi "Rational Gaze" (s albuma Nothing) Haake svira u jednostavnoj 4/4 mjeri, udarajući u mali bubanj svaku treću dobu i tako 16 taktova. Istovremeno gitare i bas-gitare sviraju iste četvrtinke, ali u različitim taktovima; na koncu se obje strane ponovno susreću na 64. dobi. U pogledu polimetrova Hagström je izjavio: "Nikad nas nisu toliko zanimali složeni taktovi za koje nas optužuju da koristimo. Sve što radimo bazirano je na četveročetvrtinskoj srži. Stvar je samo u tome što dijelove slažemo na različite načine oko tog središta kako bi se činilo da se događa nešto drugačije."

### Rani rad,Destroy Erase ImproveiChaosphere
Rani Meshuggin rad, uglavnom pod utjecajem Metallice, "jednostavniji je i izravniji od nedavnijeg rada sastava, ali su neki od njegovih progresivnijih elemenata prisutni u obliku taktova i poliritmike, te soliranje Fredrika Thordendala biva istaknuto". Prema AllMusicu, njegov je debitantski album relativno nezrelo, ali originalno glazbeno izdanje. Sviranje velikog bubnja s dva čekića i "uglato" sviranje rifova također je odredilo raniji Meshuggin rad.
S Destroy Erase Improveom Meshuggah je predstavio fuziju death metala, thrash metala i progresivnog metala. AllMusic navedeni stil opisuje "uzvicima hardcore stila utkanim između obmanjujuće (i zločesto) jednostavnih staccato gitarskih rifova te mahnito preciznog bubnjanja—u kojem je sve troje često u različitim taktovima". Thordendal glazbi dodaje element melodije svojim tipičnim sviranjem solo gitare te se koristi vokoderom, čija je upotreba najpoznatije izvedena u uvodnoj skladbi, "Future Breed Machine".
Chaosphere obuhvaća tipično brz stil death metala, no koji još uvijek mijenja tempo. AllMusic je usporedio žanr s grindcore grupom Napalm Death. Rockdetector je izjavio: "Dok su obožavatelji pirovali na zavojima koji podsjećaju na labirint, kritičari su se mučili pri seciranju i analiziranju, hvaleći Haakeovu nekonvencionalnu upotrebu dvostrukog 4/4 i 23/16 ritma, Kidmanov mehanički staccato lavež i Thordendalovo slobodno korištenje avangardnog jazza".

### Nothing,IiCatch Thirtythree
Na Nothingu Meshuggah napušta brza tempa Chaospherea te se usredotočuje na spora, duboko uštimana tempa i grooveove. Album je trebao biti snimljen uz pomoć Nevbornovih gitara s osam žica, ali su prototipovi bili neispravni pa su se Thordendal i Hagström poslužili duboko uštimanim Ibanez gitarama od sedam žica. Ova je tehnika, koja je uključivala čuvanje instrumenata duboko uštimanima tijekom snimanja, izazvala dodatne probleme. Nakon objave albuma, Ibanez je Meshuggi ponudio posebne gitare s osam žica i dvije dodatne duboko uštimane žice koje su radile pravilno, te je skupina ponovno snimila gitarske dionice za Nothing i ponovno ga objavila 2006. godine. Hagström je napomenuo kako je ovo dozvolilo grupi da u zvukovnom smislu ode dublje i da dobije basistički zvuk na gitarama.
EP I sastoji se od jedne, dvanaestoijednominutne pjesme složenih aranžmana te je najavio nadolazeći album, Catch Thirtythree iz 2005. godine. EP, koji grupa nikad nije izvela uživo, bio je skladan i snimljen tijekom Haakeovog i Thordendalovog neobaveznog sviranja. Na Catch Thirtythreeju Meshuggah je ponovno koristio gitare od osam žica, ali se i po prvi put poslužio programiranim bubnjevima (ne računajući dvije skladbe s kompilacije Rare Trax iz 2001. godine). Grupa je samostalno producirala album te ga je snimila u studiju koji dijeli s Clawfingerom. Hagström je napomenuo: "Gitare s osam žica stvarno su nam dale novi glazbeni vokabular za rad. No dio svega čine i restrikcije koje stvaraju: ne možete baš svirati power akorde na njima; zvuk se samo pretvori u kašu. Umjesto toga smo se usredotočili na stvaranje doista neobičnih dijelova od jedne note, novih štimunga i oblika akorda. Na albumu smo željeli otići što dalje od bilo kakvih konvencija i tradicija te su gitare ispale odlično."
Catch Thirtythree je zapravo pjesma od četrdeset i sedam minuta podijeljena na 13 dijelova. Više je bazirana na gitarskim rifovima umjerenog tempa te je album izravniji i eksperimentalniji od Chaospherea i Nothinga. Nick Terry iz časopisa Decibel Magazine opisao je album kao simfoniju u četiri stavka. Neke pjesme i dalje sadrže Meshuggin "poznati predložak koji spaja grube vokale i košmarne melodije iznad grubih, mehanički napredujućih, otkačenih tempa", dok ostale istražuju ambijentalne zvukove i tišu dinamiku. Prvi dio Catch Thirtythreeja usredotočuje se na dva jednostavna rifa. Na pjesmi "In Death - Is Death" sastav se koristi spojem buke i tišine, što je u suprotnosti s atipičnim melodijama na skladbi "Dehumanization". Na pjesmi "Mind's Mirrors" Meshuggah se koristio elektronikom, programiranjem i "robotskim vokalima". "Shed" sadrži plemenske udaraljke i šaptane vokale.

### obZen
S obZenom iz 2008. godine Meshuggah se odmaknuo od eksperimentiranja Nothinga i Catch Thirtythreeja kako bi se vratio glazbenom stilu prethodnih albuma kao što su Contradictions Collapse, Destroy Erase Improve i Chaosphere, istovremeno zadržavajući fokus na glazbenoj i tehničkoj inovaciji. Album ne sadrži neke matematički brze promjene u ritmu prisutne na prošlim albumima i melodičnu orkestraciju Catch Thirty-Threeja te su na njemu prisutni "uglati" rifovi, umjereni tempo i tipične dobe u 4/4 mjeri. Album se opisuje kao kulminaciju prethodnog rada sastava. Meshuggah je odlučio samostalno producirati album jer je želio zadržati umjetničku kontrolu nad procesima snimanja i miksanja.
ZaobZen se Haake vratio bubnjarskom setu te se posebno ističe njegova izvedba na skladbi "Bleed". U intervjuu s Gravemusic.com, Haake je izjavio: "['Bleed'] je bilo jako teško naučiti, trebao sam pronaći novi način za sviranje velikog bubnja s dva čekića kako bih mogao to odsvirati. Nikad nisam ništa takvo učinio prije [...]. Ispada da sam utrošio jednaku količinu vremena na vježbanje samo te pjesme kao i na vježbanje svih ostalih pjesama zajedno. Na neki je način mijenjanje vašeg stila na taj način veliki podvig i drago mi je što smo to uspjeli izvesti na albumu. Neko vrijeme čak nismo ni znali hoće li se naći na albumu." Hagström je također izjavio: "obZen je jedan od najviše tehničkih postignuća koje je skupina ikad snimila na vrpcu". Revolver magazine potvrdio je tu izjavu "Prilikom prvog slušanja obZen se slušatelju čini manje izazovnijim od nekih ranijih albuma grupe te većina pjesama nježno teku iz jednog sinkopiranog prijelaza u drugi. Međutim, pažljivo proučavanje otkriva da je ovo jedno od najsloženijih glazbenih materijala grupe".

## Nasljeđe i kritike
Neki kritičari su izjavili kako je Meshuggah postao poznat zbog svog inovativnog stila koji se dodatno razvija sa svakim albumom i istražuje granice heavy metala, kao i zbog svojeg tehničkog umijeća[f] Hagström je komentirao: "Pokušavamo se ne ponavljati." Rockdetector je o Destroy Erase Improveu izjavio: "Grupa je...skinula metal do samih osnova i onda ga je potpuno iznova izgradila u sasvim apstraktni oblik". Službena biografija Meshugge o Chaosphereu napominje: "Neki su obožavatelji mislili da je Meshuggah ostavio svoje dinamične i progresivne elemente iza sebe, dok su drugi smatrali kako on samo prirodno napreduje i usredotočuje se na svoj izvorni zvuk." Službena stranica sastava također komentira kako Nothing prikazuje "vrlo zreo i uvjerljiv Meshuggah, koji se sada usredotočuje na groove i zvuk... Meshuggah je još jednom podijelio svoje obožavatelje u 'ushićene' i 'pomalo razočarane'". Poliritmovi mogu učiniti glazbu kakofonom, kao da članovi grupe istovremeno sviraju različite pjesme. Slušatelji koji slušaju poliritam uglavnom ili izdvajaju miješani uzorak koji je uvršten u metrički okvir, ili se usredotočuju na jedan ritmički tok dok ostale čuju kao "buku".
Rolling Stone proglasio je Meshuggah "jednim od deset najbitnijih teških i žestokih sastava", dok ga je Alternative Press nazvao "najbitnijom grupom u žanru metala." Članovi Meshugge bili su opisivani kao virtuozni ili čak gotovo genijalni glazbenici[g] "koje su prepoznali glazbeni časopisi glavne struje, pogotovo oni koji se posvećuju određenim instrumentima". Godine 2007. Meshuggah je opširno analizirao akademski časopis Music Theory Spectrum. Meshuggah nije postigao značajan uspjeh u glavnoj struji, ali ga se smatra značajnom glazbenom skupinom u ekstremnoj podzemnoj glazbi te utjecajem na moderne metal sastave. Meshuggah je inspirirao pokret djent u progresivnom metalu, koji u svojem imenu opisuje "elastični, sinkopirani gitarski rif".

## Skladanje, snimanje i tekstovi
Meshugginu glazbu skladaju Thordendal, Hagström i Haake uz pomoć Kidmana i Lövgrena. Tijekom skladanja član grupe programira bubnjeve te snima gitaru i bas-gitaru pomoću računala. Tada predstavlja svoje ideje ostalim članovima kao završeni rad. Meshuggah se uglavnom drži izvorne ideje i rijetko naknadno mijenja pjesmu. Hagström objašnjava da svaki član otprilike zna što drugi članovi rade u konceptualnom smislu te da nitko ne misli isključivo na jedan određeni instrument. Kidman više ne svira gitaru u grupi, ali je uključen u proces skladanja rifova.
Osim kad mu je potreban solist, Hagström rijetko snima zajedno s Thordendalom. Obojica sviraju gitaru i bas-gitaru prilikom skladanja. Haake je o svojem načinu skladanja izjavio: "Ponekad znam semplirati gitarske dionice, rezati ih te im mijenjati visinu zvuka i podešavati ih dok nisam stvorio rifove koje želim, samo za demonstracijske svrhe. Ali većinu vremena samo predstavim bubnjeve i objašnjavam svoje ideje za ostatak pjesme pjevajući neke rifove." Skupina se koristi softverom Cubase kako bi snimio pjesme te su gitare povezane na softver pomoću nastavka za pojačalo jer im to omogućuje da promijene postavke pojačala čak i nakon što je pjesma u potpunosti snimljena.
Otprilike jednom godišnje, Haake piše većinu tekstova skupine, čineći iznimku jedino za dovršene skladbe. Inspiriran je knjigama i filmovima. Iako Meshuggah ne stvara konceptualne albume, sastav preferira snažne konceptualne temelje u pjesmama.
Često ezoterični i konceptualni, Meshuggini tekstovi istražuju teme kao što je egzistencijalizam. Allmusic opisuje tekstualno središte pjesama na Destroy Erase Improveu kao "integraciju strojeva s organizmima kao sljedeći logični evolucijski korak čovječanstva". PopMattersova recenzija Nothinga izdvaja tekst iz skladbe "Rational Gaze": "Our light-induced image of truth—filtered blank of its substance / As our eyes won't adhere to intuitive lines / Everything examined. Separated, one thing at a time / The harder we stare the more complete the disintegration." ("Naša svjetlošću inducirana slika istine filtrirana je prazno od svoje građe / Jer naše oči neće štovati intuitivne laži / Sve pregledano. Odvojeno, jedna po jedna stvar / Što jače zurimo, to je cjelovitije raspadanje") Haake objašnjava kako naslovnica, naziv i tekstovi albuma Catch Thirtythree govore o "paradoksima, negacijama i suprotnostima života i smrti (kako ih vidimo u svojim najboljim trenutcima neobuzdane metaforične interpretacije)".
Glavna tematika obZena je, prema Haakeovim riječima, "ljudsko zlo". Naziv je igra riječi nastala pomoću riječi "obscene" ("opsceno") i "Zen"; dodatno, "ob" znači "anti" na latinskom jeziku. Dakle, naziv sugerira da je ljudska vrsta pronašla sklad i ravnotežu u ratovanju i prolijevanju krvi. Revolver Magazine smatra kako tekst naslovne skladbe na obZenu predstavlja cijeli album: "Salvation found in vomit and blood / Where depravation, lies, corruption / War and pain is god." ("Spasenje pronađeno u izbljuvku i krvi / Tamo gdje su siromaštvo, laži, korupcija / Rat i bol su bogovi.") Međutim, Haake smatra da "mi kao ljudi ne počivamo na mržnji i lošim osjećajima. No s ovim pjesmama, mislim da smo zapravo htjeli tekstualno naslikati sliku koja bi se mogla promatrati kao opomenu. Govorimo na način 'Obratite pažnju. Govorimo o tome kakvi su neki dijelovi koji čine čovjeka te je ovo što možemo biti u najgorem slučaju.' Stoga je više o bivanju svjesnim negativnih osjećaja nego o življenju istih cijelo vrijeme."

## Članovi sastava
| Trenutna postava - Jens Kidman – vokalii (1987. – danas), gitara (1987. – 1992.), bas-gitara (2005.) - Fredrik Thordendal – gitara, prateći vokali (1987. – danas), klavijature (1998.) - Tomas Haake – bubnjevi, dodatni vokali (1989. – danas) - Mårten Hagström – gitara, prateći vokali (1992. – danas), bas-gitara (1995., 2005.) - Dick Lövgren – bas-gitara (2004. – danas) | Bivši članovi - Peter Nordin – bas-gitara, vokali (1987. – 1995.) - Niklas Lundgren – bubnjevi (1987. – 1989.) - Gustaf Hielm – bas-gitara (1998. – 2001.), koncertna bas-gitara (1995. – 1998.) Koncertni članovi - Per Nilsson – gitara (2017. – danas) |

## Diskografija
Studijski albumi
- Contradictions Collapse (1991.)
- Destroy Erase Improve (1995.)
- Chaosphere (1998.)
- Nothing (2002.)
- Catch Thirtythree (2005.)
- obZen (2008.)
- Koloss (2012.)
- The Violent Sleep of Reason (2016.)
- Immutable (2022.)

EP-ovi
- Meshuggah (1989.)
- None (1994.)
- Selfcaged (1995.)
- The True Human Design (1997.)
- I (2004.)
- Pitch Black (2013.)